# Fahim Mohammad
Pour les articles homonymes, voir Mohammad.
Fahim Mohammad est un joueur d'échecs né au Bangladesh en 2000 et jouant pour les équipes de France, où il vit.

## Biographie
Fahim a quitté son pays natal en 2008, en compagnie de son père, pour des motifs politiques et à la suite d'une menace d'enlèvement. Réfugié en France, il est accueilli par le club d'échecs de Créteil, mais sa situation est délicate, car le père et le fils sont « sans papiers » depuis le rejet en appel de leur demande d'asile. En 2012, il devient champion de France des moins de 12 ans. Sa situation est médiatisée à cette occasion. Le premier ministre de l'époque, François Fillon est interrogé en direct à ce sujet par une auditrice de France-Inter. Il est régularisé peu après « Régularisé grâce à son fils champion d'échecs », sur Libération.fr, 11 mai 2012.
En mai 2013, Fahim Mohammad devient champion du monde scolaire des moins de 13 ans. En mai 2016, son classement Elo a été de 2276, ce qui fait de lui le 144e meilleur joueur du monde dans la catégorie des moins de 16 ans, et le 4e en France.
Il a fait l'objet de reportages sur TF1 et France 2. Il a été un invité de Laurent Ruquier durant l'émission On n'est pas couché le 15 février 2014.
Son histoire est racontée dans un livre, Un Roi clandestin, écrit avec Sophie Le Callennec et Xavier Parmentier, paru aux Arènes en 2014.
Il participe aux championnats d'Europe des moins de 16 ans en 2016. 
Scolarisé au lycée général et technologique privé sous contrat Ensemble Sainte-Marie de Créteil, c'est par correspondance qu'il obtient son bac en 2018.

## Cinéma
Son autobiographie est portée à l'écran dans Fahim de Pierre-François Martin-Laval, sorti le 16 octobre 2019, joué par Assad Ahmed aux côtés de Gérard Depardieu (jouant le rôle de son entraîneur Xavier Parmentier) et d'Isabelle Nanty.